# ميتالوإنفست
شركة ميتالوإنفست مانجمنت (بالروسية: Металлоинвест)‏ هي شركة تعدين ومعادن روسية، ومتخصصة في صناعة الصلب. تأسست في عام 1999 وتتألف من قسم التعدين (لبيدنسكي جي أو كيه و ميخائيلأوفسكي جي أو كيه) وقسم الصلب ( مصنع أسكول كهروميتالورجيكال (OEMK) و أورال ستيل). تمتلك شركة يو أس أم هولدنج لتنمية الأعمال 100٪ من شركة ميتالوإنفست جيه أس سي. أليشر عثمانوف هو المستفيد الرئيسي من يو أس أم هولدنج (60٪) ، بينما يمتلك المستفيدون الرئيسيون الآخرون - شركات أندريه سكوتش و فرهاد مشيري - 30٪ و 10٪ على التوالي.

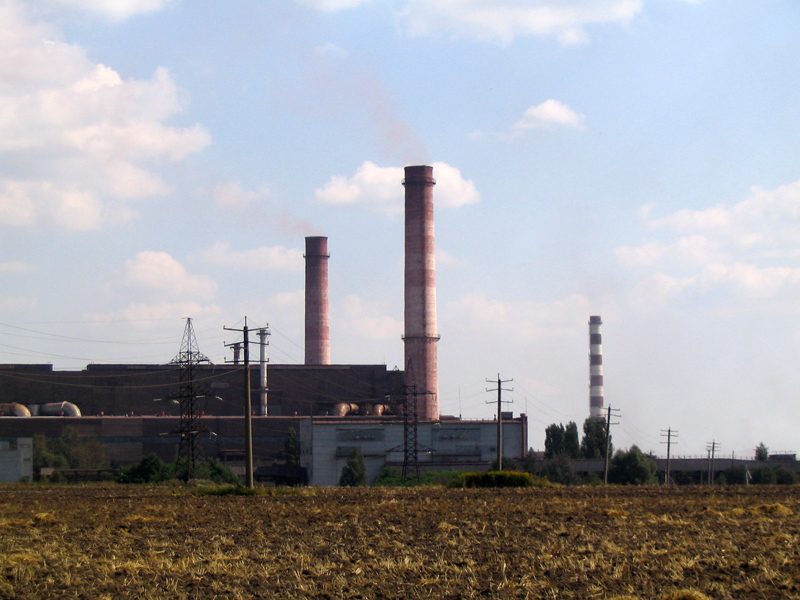
ميخائيلأوفسكي جي أو كيه ، أحد أكبر منشآت تعدين خام الحديد ومعالجته في روسيا ورابطة الدول المستقلة.

## روابط خارجية
- Metalloinvest باللغة الإنجليزية